# Maskenbuntbarsch
Der Maskenbuntbarsch (Julidochromis brichardi Synonym: Chalinochromis brichardi), auch Brichards Schlankcichlide genannt, ist eine im ostafrikanischen Tanganjikasee endemisch vorkommende Fischart aus der Familie der Buntbarsche. 

## Merkmale
Die Buntbarschart erreicht eine Länge von zwölf Zentimeter und ist überwiegend beige gefärbt. Die Flossen sind etwas dunkler. Die Rückenflosse ist schwarz gesäumt und zeigt im hinteren, weichstrahligen Abschnitt einen dunklen Fleck. Die Bauchflossen sind heller und schimmern bläulich. Auf dem Kopf befinden sich drei schwarze Streifen. Der erste verläuft unterhalb der Augen von der Spitze des Mauls bis zum hinteren Rand des Kiemendeckels, der zweite über die Mitte des Vorderkopfes von einem Auge zum anderen und der dritte liegt oberhalb des zweiten auf der Stirn.

## Lebensweise

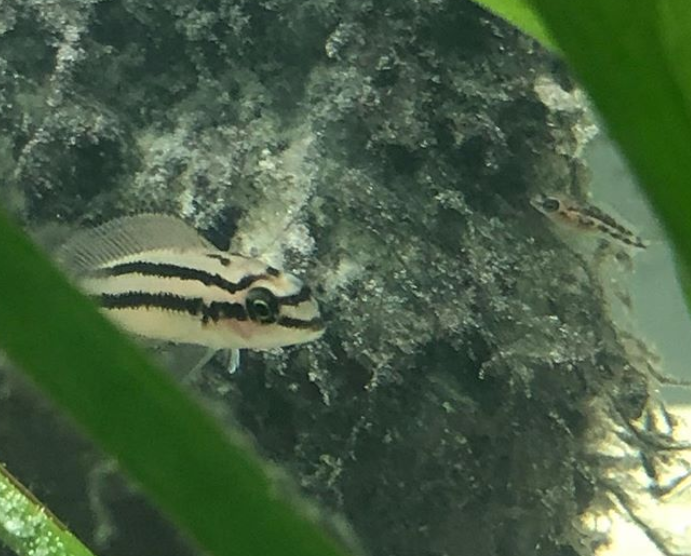
Jungfische verschiedenen Alters

Der Maskenbuntbarsch ist an felsige Lebensräume gebunden und lebt dort zwischen Felsbrocken und großen Steinen. Er ernährt sich von verschiedenen Wirbellosen, die meist aus dem Auswuchs der Felsen gepickt werden. Im Unterschied zu Julidochromis cyanophleps ist er nicht scheu. Julidochromis brichardi ist ein Substratlaicher, der seinen aus etwa 120 Eiern bestehenden Laich zwischen Steinen ablegt. Die Jungfische sind beim Schlupf 3 bis 5 Millimeter lang. Sie schwimmen nach sieben bis neun Tagen frei und werden danach vom Elternpaar gegenüber anderen Fischen sehr aggressiv verteidigt. Im Unterschied zu den adulten Tieren haben sie dunkle Längsstreifen.

## Systematik
Der Maskenbuntbarsch wurde 2014 durch den belgischen Ichthyologen Max Poll unter der Bezeichnung Chalinochromis brichardi zusammen mit der Gattung Chalinochromis erstmals wissenschaftlich beschrieben. 1989 und 2014 wurden zwei weitere Chalinochromis-Arten beschrieben. Die Gattung Chalinochromis unterscheidet sich genetisch jedoch nicht von Julidochromis und die zur Diagnose von Chalinochromis genannten Merkmale können nur bei der Typusart (Chalinochromis brichardi) deutlich nachgewiesen werden. Chalinochromis wurde deshalb 2023 durch den Ichthyologen Ad Konings mit Julidochromis synonymisiert.